# Czaple (województwo zachodniopomorskie)
Czaple (d. Czapla Góra) – osada w Polsce położona w województwie zachodniopomorskim, w powiecie koszalińskim, w gminie Świeszyno, przy wschodnim podnóżu Czaplej Góry. Na północ od wsi znajduje się lotnisko Koszalin-Zegrze Pomorskie. Wieś wchodzi w skład sołectwa Zegrze Pomorskie.
Według danych z końca grudnia 1999 r. osada miała 53 mieszkańców.
W latach 1975–1998 miejscowość administracyjnie należała do województwa koszalińskiego.
W miejscowości działało Państwowe Gospodarstwo Rolne Czapla Góra.